# Dichaetomyia coerulea
Dichaetomyia coerulea är en tvåvingeart som först beskrevs av Jacques-Marie-Frangile Bigot 1860.  Dichaetomyia coerulea ingår i släktet Dichaetomyia och familjen husflugor.
Artens utbredningsområde är Madagaskar. Inga underarter finns listade i Catalogue of Life.